# SpV Teutonia 08 Lippstadt
SpV Teutonia 08 Lippstadt was een Duitse voetbalclub uit Lippstadt, deelstaat Noordrijn-Westfalen. Het is de grootste voetbalvereniging van de stad.

## Geschiedenis
De club werd opgericht in 1908. De club was aangesloten bij de West-Duitse voetbalbond en speelde voor de invoering van de Gauliga in 1933 enkele seizoenen in de hoogste klasse van de Westfaalse competitie. Van 1979 tot 1983 speelde de club in de Oberliga Westfalen, toen nog de derde klasse.
In 1997 fuseerde de club met SV Borussia 08 tot SV Lippstadt 08.